# 깃털말과
깃털말과(Bryopsidaceae)는 갈파래강 깃털말목에 속하는 녹조류과의 하나이다. 깃털말(Bryopsis plumosa)을 포함하여 6속 79종으로 이루어져 있다.

## 하위 속
- 브리옵시델라속 (Bryopsidella)
- 깃털말속 (Bryopsis)
- † Jaffrezocodium
- Lambia
- 프세우도브리옵시스속 (Pseudobryopsis)
- Pseudoderbesia
- Trichosolen